# Кокоа західний
Коко́а західний (Xiphorhynchus elegans) — вид горобцеподібних птахів родини горнерових (Furnariidae). Мешкає в Амазонії та в передгір'ях Анд.

## Підвиди
Виділяють п'ять підвидів:
- X. e. buenavistae Zimmer, JT, 1948 — східні схили Анд на півдні центральної Колумбії (верхня течія Ориноко в західній Меті і Какеті);
- X. e. ornatus Zimmer, JT, 1934 — південно-східна Колумбія (схід Ваупесу, південь Амасонасу), схід Еквадору, північний схід Перу (на північ до річки Мараньйон) і північно-західна Бразилія (на схід до Путумайо);
- X. e. insignis (Hellmayr, 1905) — передгір'я Анд на сході центрального Перу (на південь від Мараньйону, на захід від Укаялі);
- X. e. juruanus (Ihering, H, 1905) — схід і південний схід Перу (на схід від Укаялі), західна Бразилія (на схід до річки Пурус і верхньої течі Мадейри, на південь до Акрі) і північно-західна Болівія;
- X. e. elegans (Pelzeln, 1868) — південь Бразильської Амазонії (від Мадейри на схід до річок Пурус і Телес-Пірес, на південь до південного заходу Мату-Гросу) і північно-східна Болівія.

## Поширення і екологія
Західні кокоа мешкають в Колумбії, Еквадорі, Перу, Болівії і Бразилії. Вони живуть в підліску вологих рівнинних, гірських і заболочених тропічних лісів. Зустрічаються на висоті до 1500 м над рівнем моря. Живляться переважно комахами.